# Dubiaranea argenteovittata
Dubiaranea argenteovittata är en spindelart som beskrevs av Cândido Firmino de Mello-Leitão 1943. 
Dubiaranea argenteovittata ingår i släktet Dubiaranea och familjen täckvävarspindlar. Inga underarter finns listade i Catalogue of Life.